# Jagdgeschwader 70
Jagdgeschwader 70 (dobesedno slovensko: Lovski polk 70; kratica JG 70) je bil lovski letalski polk (Geschwader) v sestavi nemške Luftwaffe med drugo svetovno vojno.

## Organizacija
- štab
- I. skupina

## Vodstvo polka
Poveljniki polka (Geschwaderkommodore)
- Major Kithil: 15. julij - 15. september 1939